# Ron Perlman
Ronald Francis „Ron“ Perlman (* 13. dubna 1950 New York, New York) je americký televizní, filmový a dabingový herec.

## Biografie

### Osobní život
Narodil se ve Washington Heights na Manhattanu v New Yorku. Jeho matka, Dorothy, byla komunální zaměstnankyní, otec jazzovým bubeníkem a opravářem. Navštěvoval George Washington High School a později v roce 1971 Lehman College v New Yorku, kde obdržel titul bakaláře hudby a divadelního umění. Absolvoval na Minnesotské univerzitě, kde promoval jako magistr teatrologie. Svého času se přihlásil jako dobrovolný pomocník do programu Young Storytellers Foundation (zal. 1997), v němž profesionální herci pomáhají školou povinným dětem rozvíjet jejich tvůrčí schopnosti prostřednictvím psaní scénářů.
Je židovského původu. Se svou ženou Opal se vzali 14. února 1981; mají 2 děti, dceru Blake Amandu (*1984) a syna Brandona Averyho (*1990).

### Kariéra
Hrál v mnoha filmech a televizních seriálech během 80. a 90. let 20. století, i po roce 2000. Poprvé byl obsazen francouzským režisérem Jean-Jacquesem Annaudem do jeho známého filmu beze slov Boj o oheň (1981), situovaného do pravěku, kde představoval neandrtálce Amukara, jednoho z ústřední trojice postav. Tentýž režisér jej využil i do svého dalšího známého díla, svým námětem středověké detektivky, do snímku Jméno růže (1986), kde ztvárnil postavu polodementního, znetvořeného hrbáče Salvatoreho. Poté hrál v různých menších a vedlejších rolích ve filmech a v televizních seriálech; zlomová byla až role Vincenta v TV seriálu Beauty and the Beast spolu s Lindou Hamiltonovou v letech 1987–1990. To mu roku 1988 vyneslo Zlatý glóbus za nejlepší mužský herecký výkon v seriálu a velké množství fanoušků.
Další filmy následovaly: Romeo krvácí (1993), Dobrodružství Hucka Finna (1993), Ostrov Dr. Moreaua (1996), Vetřelec: Vzkříšení (1997), Nepřítel před branami (2001), Blade 2 (2002). Také se objevil ve dvou filmových adaptacích románů Stephena Kinga Sleepwalkers a Beznaděj. Představil se i v seriálech Highlander: seriál, Krajní meze a Sedm statečných.
Ve všech uvedených filmech ale hrál vedlejší role (krom seriálu Beauty and the Beast), příležitost k té hlavní dostal až v roce 1995, když se objevil ve filmu Jean-Pierra Jeuneta a Marca Cara Město ztracených dětí, kde se představil jako silák One, putující za záchranou uneseného chlapce. Další hlavní roli obdržel v roce 2004, když ztvárnil komiksového hrdinu ve filmu Hellboy. Mexický režisér Guillermo del Toro, který s ním předtím pracoval na filmu Cronos a Blade II, obhajoval Perlmana na roli i přesto, že studio chtělo obsadit do role někoho známějšího, jako třeba Vina Diesela. Perlman si zopakoval roli Hellboye ve filmu Hellboy 2: Zlatá armáda (2008).
Zahrál si i menší roli v oceněné TV reklamě na pivo zn. Stella Artois. Šot jménem Devil's Island („Ďáblův ostrov“) vyhrál zlatou medaili Britské reklamní ceny.

## Vybraná filmografie

### Film
- Boj o oheň (La Guerre du feu 1981) — Amukar z kmene Ulamů
- The Ice Pirates (The Ice Pirates 1984) — Zeno
- Jméno růže (Der Name der Rose 1986) — mnich Salvatore
- Sleepwalkers (1992) — kapitán Soames
- Cronos (1993) — Angel De La Guardia
- Romeo krvácí (Romeo is Bleeding 1993) — Jackův obhájce
- Dobrodružství Huckleberryho Finna (The Adventures of Huck Finn 1993) — otec Finn
- Policejní akademie 7: Moskevská mise (Police Academy: Mission to Moscow 1994) — Konstantine Konali
- Město ztracených dětí (The City of Lost Children 1995) — One
- The Adventures of Captain Zoom in Outer Space (1995) (TV) — Lord Vox
- The Last Supper (1995) — Norman Arbuthnot
- Psí život (Fluke 1995) — Sylvester
- Ostrov Dr. Moreaua (The Island of Dr. Moreau 1996) — Vykladač zákona
- The Second Civil War (1997) (TV) — Alan Manieski
- Prince Valiant (1997) — Boltar
- Vetřelec: Vzkříšení (Alien: Resurrection 1997) — žoldnéř Johner
- I Woke Up Early the Day I Died (1998) — Cemetery Caretaker
- Happy Texas (1999) — Marshal Nalhober
- Price of Glory (2000) — Nick Everson
- Titan A.E. (2000) – profesor Sam Tucker
- Down (také The Shaft) (2001) — Mitchell
- Nepřítel před branami (Enemy at the Gates 2001) — sovětský odstřelovač Kulikov
- Blade II (2002) — Dieter Reinhardt
- Zločin a trest (Crime and Punishment 2002) — Dusharo
- Star Trek: Nemesis (2002) — remanský místokrál
- Hoodlum & Son (2003) — Jim McCrae
- Absolon (2003) — Murchison
- Two Soldiers (2003) — americký plukovník McKellog
- Looney Tunes: Zpátky v akci (Looney Tunes: Back in Action 2003) — hlas
- Hellboy (2004) — Hellboy
- Missing in America (2005) — Red
- Local Color (2006) — Curtis Sunday
- The Last Winter (2006) — Ed Pollack
- Beznaděj (TV film) (Desperation 2006) (TV) — šerif Collie Entragian
- 5ive Girls (2006) — Father Drake
- In the Name of the King: A Dungeon Siege Tale (2007) — Norick
- Hellboy 2: Zlatá armáda (Hellboy II: The Golden Army 2008) — Hellboy
- Mutant Chronicles (2008) — Brother Samuel
- Outlander (2008) — Gunnar
- The Dark Country (2009) — TBA
- The Devil's Tomb (2009)
- Bunraku (2009) — Nicola
- The Job (2009) — Jim
- Season of the Witch (2010) — Felson
- Barbar Conan (Conan the Barbarian 2011) - Conanův otec Corin

### Televize
- Our Family Honor (1985) — Bausch
- Beauty and the Beast (1987–1990) — „zvíře“ Vincent
- Arly Hanks (1993) — Jim-Bob Buchanan
- Highlander: seriál (1996) — posel (1 epizoda)
- Sedm statečných  (The Magnificent Seven 1998–2000) — Josiah Sanchez
- Čarodějky (2000) — Mr Kellerman (1 epizoda)
- The Tick (2001) — Fiery Blaze (1 epizoda)
- Masters of Horror (2006) — Dwayne Burcell (1 epizoda)
- Zákon gangu (2008–2013) — Clarence „Clay“ Morrow (75 epizod)
- Černá listina (2015) – Luther Braxton (2 epizody)